# ドロテア・フォン・ブランデンブルク (1446-1519)

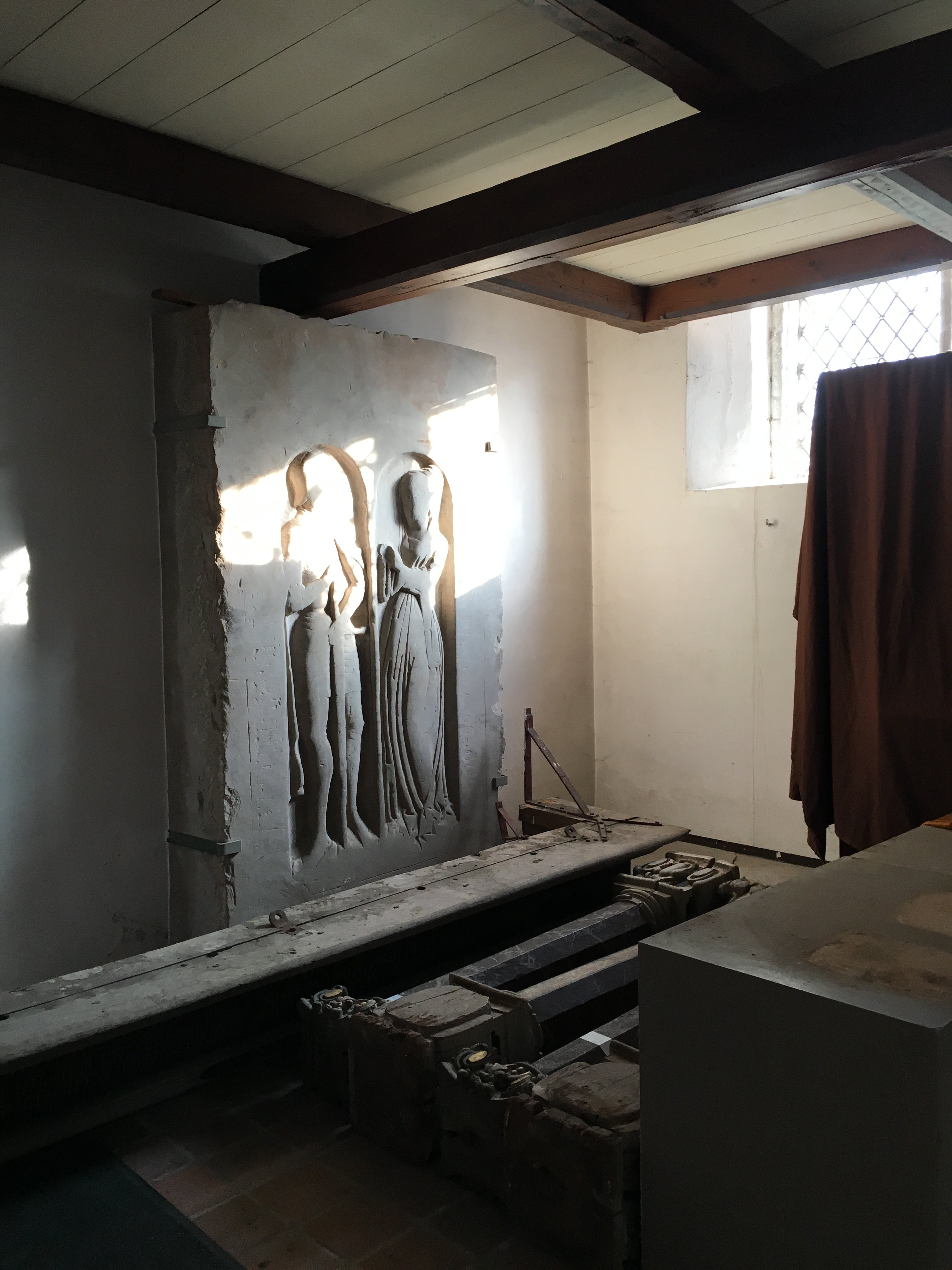
ドロテアとヨハン5世の墓碑板（ラッツェブルク大聖堂）

ドロテア・フォン・ブランデンブルク（Dorothea von Brandenburg, 1446年 - 1519年3月）は、ザクセン＝ラウエンブルク公ヨハン5世の妃。

## 生涯
ドロテアはブランデンブルク選帝侯フリードリヒ2世と、ザクセン選帝侯フリードリヒ1世の娘カタリーナの間に長子として生まれた。
1464年2月12日、リューネブルクにおいてザクセン＝ラウエンブルク公ヨハン5世（1439年 - 1507年）と結婚した。父フリードリヒ2世には息子がおらず、長女であるドロテアの結婚契約は重要なものであった。10,000グルデンの持参金に加え、フリードリヒ2世はヨハン5世に対し「私たちの愛する娘が、他の子供と同じように財産を相続する権利を持つ」ことを約束した。しかし後にフリードリヒ2世は一族内での相続財産を守るため、退位して弟アルブレヒト・アヒレスに選帝侯位を譲った。
1519年3月20日に、ドロテアはラッツェブルク大聖堂に埋葬された。ドロテアとヨハン5世の墓碑板が今も残されている。

## 子女
- アーデルハイト - 早世
- ゾフィー（1497年以前没） - 1491年11月29日にシャウムブルク伯アントンと結婚
- アンナ（1468年 - 1504年） - 1490年にヨハン・フォン・リンダウ＝ルッピンと結婚、1503年頃にシュピーゲルベルク伯フリードリヒ（1537年没）と結婚
- マグヌス1世（1470年 - 1543年） - ザクセン＝ラウエンブルク公
- ベルンハルト（1524年没） - ケルンおよびマグデブルクの律修司祭
- エーリヒ（1472年 - 1522年） - ヒルデスハイム司教（エーリヒ2世、1501年 - 1503年）、ミュンスター司教（エーリヒ1世、1508年 - 1522年）
- ヨハン（1483年 - 1547年） - ヒルデスハイム司教（ヨハン4世、1503年 - 1547年）
- フリードリヒ（1501年以前没）
- ルドルフ（1503年没）
- ハインリヒ - 早世
- カタリーナ - ラインベークのシトー会修道女
- エリーザベト（1489年 - 1541年） - ブラウンシュヴァイク＝グルーベンハーゲン公ハインリヒ4世と結婚